# 莫拉基剧院

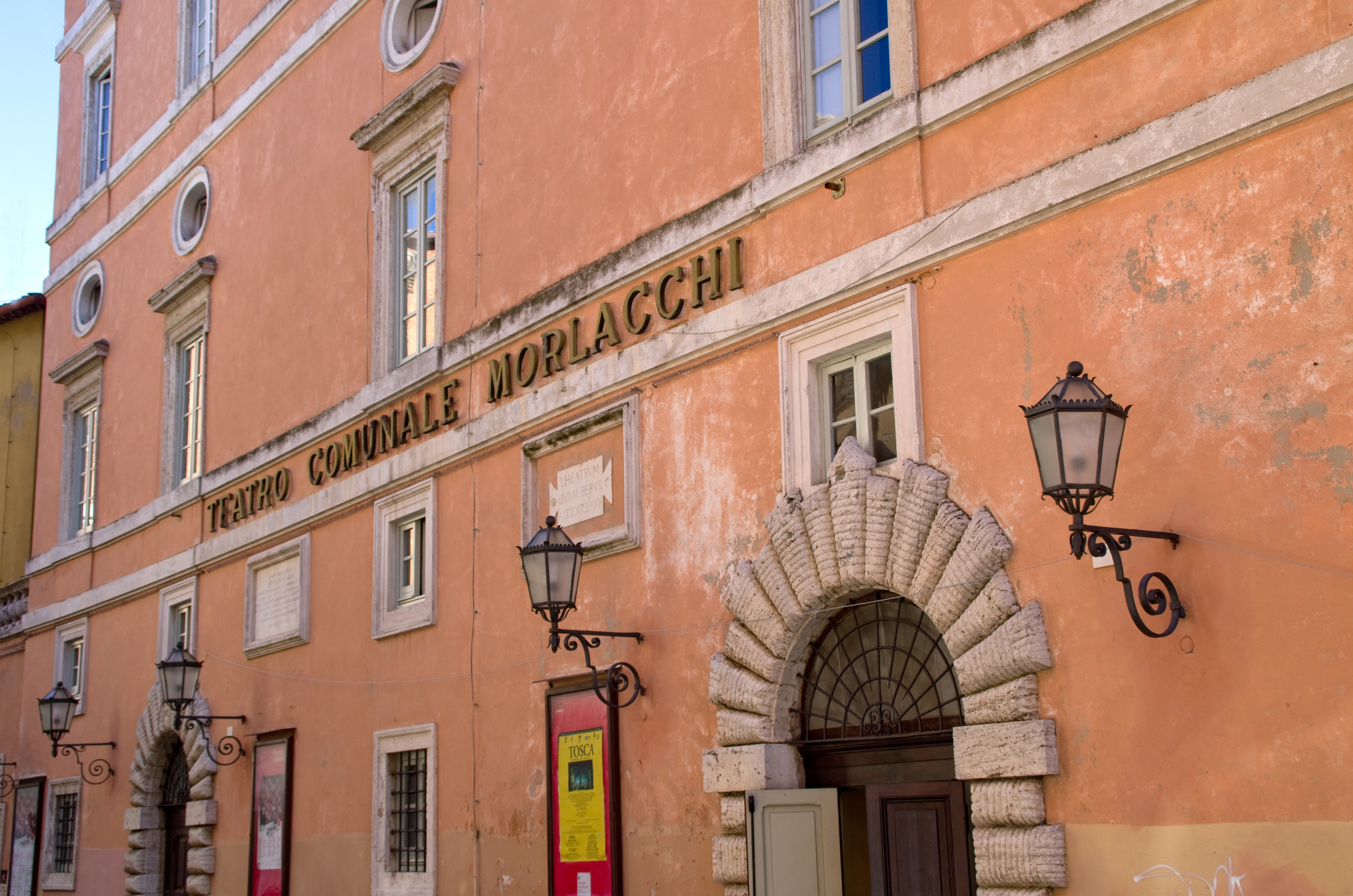
Teatro Morlacchi

莫拉基剧院（Teatro Morlacchi），是意大利佩鲁贾最大的剧院，以在佩鲁贾出生的音乐家弗朗西斯科·莫拉基命名。

## 历史
1777年，当地的中产阶级决定兴建一个新的剧院，90个家庭成立了新剧院建设协会，购买了一个古老的修道院，委任建筑师阿莱西奥 Lorenzini.
二战期间，该剧院曾被德国占领军征用，并被严重破坏。战后，剧院得到修复。
目前，该剧场有785个座位。舞台宽20米，深10.5米。